# Ben Kalb

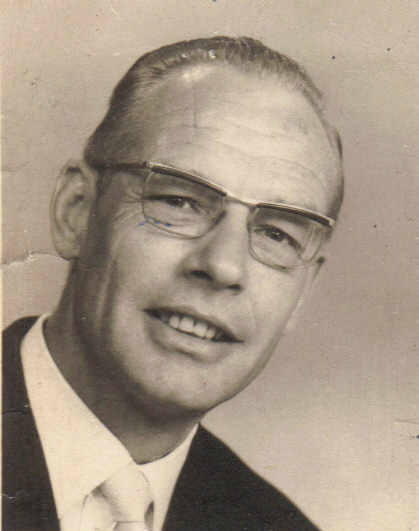
Burgemeester B.J. Kalb

Bernardus Jacobus (Ben) Kalb (Hoorn, 10 januari 1918 – Alkmaar, 24 april 2002) was een Nederlands politicus van het CDA.
Hij begon in 1935 zijn carrière als ambtenaar bij de gemeente Alkmaar en werkte later voor de gemeenten Warmenhuizen, Mijdrecht en Harenkarspel. In juni 1950 werd Kalb benoemd tot burgemeester van Oude Niedorp en zes jaar later volgde zijn benoeming tot de burgemeester van de gemeenten Nibbixwoud en Zwaag. Op 1 januari 1979 was er in Noord-Holland een grote gemeentelijke herindeling waarbij deze gemeenten ophielden te bestaan. Op die datum werd Kalb de burgemeester van de nieuwe gemeente Bangert die ontstond bij de fusie van delen van de gemeenten Blokker, Hoogkarspel en Westwoud. Een jaar later werd die gemeente hernoemd tot de gemeente Drechterland. Hij bleef daar burgemeester tot zijn pensionering in februari 1983.
Kalb overleed in 2002 op 84-jarige leeftijd en in 2003 werd in Zwaag naar hem een straat vernoemd: de Kalbstraat.